# ザムトゲマインデ・エッシャースハウゼン＝シュタットオルデンドルフ
ザムトゲマインデ・エッシャースハウゼン=シュタットオルデンドルフ (ドイツ語: Samtgemeinde Eschershausen-Stadtoldendorf) は、ドイツ連邦共和国ニーダーザクセン州ホルツミンデン郡の11つの市町村で形成されるザムトゲマインデ（集合自治体）である。このザムトゲマインデは、2011年1月1日にザムトゲマインデ・エッシャースハウゼンとザムトゲマインデ・シュタットオルデンドルフとが合併して成立した。

## 地理

### ザムトゲマインデを構成する市町村
このザムトゲマインデは、アルホルツェン、デーンゼン、ディールミッセン、アイメン、エッシャースハウゼン、ハイナーデ、ホルツェン、レネ、リューアーディッセン、シュタットオルデンドルフ、ヴァンゲルンシュテットの11市町村からなる。本部はシュタットオルデンドルフにおかれている。

## 歴史
2009年10月12日にはザムトゲマインデ・エッシャースハウゼンとザムトゲマインデ・シュタットオルデンドルフの議会が合併して、2011年1月1日にザムトゲマインデ・エッシャースハウゼン＝シュタットオルデンドルフが成立した。

## 行政

### 首長
旧ザムトゲマインデ・シュタットオルデンドルフのザムトゲマインデ長であったヴォルフ・ガング・アンダース (CDU)が、69.33%の票を獲得して、この新しいザムトゲマインデの長となった。この選挙の投票率は56.43%であった。

### 議会
この新しいザムトゲマインデの議会選挙は2010年11月7日に行われ、38人の議員が選出された。